# Wrede (1697)
Wrede (50 kanoner) var ett svenskt linjeskepp, byggt 1697 av Falk i Karlskrona. Deltog i expeditionerna mot Danmark och Livland 1700. Förolyckades 1711 under en storm på Peenemündes redd.